# U.K. (banda)
UK foi um supergrupo britânico de curta duração ativo durante o final da década de 1970.
Em setembro de 1976, o cantor e baixista John Wetton e o baterista Bill Bruford reuniram-se com o tecladista do Yes Rick Wakeman, um projeto da gravadora de Wakeman. Determinados a trabalharem juntos, Bruford e Wetton pediram para o guitarrista Robert Fripp para reformular o King Crimson, banda que Fripp deixou em dois anos antes. Quando Fripp recusou a proposta, Bruford e Wetton decidiram que cada um traria um músico de escolha própria para formar a banda.
Wetton trouxe o tecladista e violinista Eddie Jobson, de já conhecia de seu trabalho no Roxy Music em 1976. Já Bruford recrutou o guitarrista Allan Holdsworth (anteriormente do Soft Machine e do Gong).
O UK lançou um álbum debut homônimo em 1978, chamando a atenção dos fãs do rock progressivo e do jazz fusion.
Para o segundo álbum, após a saída de Bruford e Holdsworth, foi recrutado o baterista do cantor e compositor estadunidense Frank Zappa na época, Terry Bozzio.
A banda encerrou as atividades no início de 1980, retornando em 2011.

## Discografia

### Álbuns de estúdio
- U.K. (1978)
- Danger Money (1979)

### Álbuns ao vivo
- Night After Night (1979)
- Concert Classics, Vol. 4 (1999)